# よしもとゲームアミュージアム
よしもとゲームアミュージアムは、株式会社アムリードと吉本興業が提携して運営されていたアミューズメント施設であったが、現在は、株式会社アムリードによりゲームセンター「アミュージアム」に業態変更されている。なお、以下の内容は業態変更される前のものである。

## ゲームコーナー
プライズゲームの多くの台では、所属芸人のぬいぐるみなど、オリジナルグッズが景品になっている。音楽ゲームやメダルゲームなど一般の業務用ゲーム機も設置されていた。

## よしもとギャグライド
路面電車のような乗り物に乗り、中で若手芸人3組のネタを見ることができた。

## ガーデンステージ
ガーデンステージという屋外ステージが設置されており、お笑いショーなどが公演されていた。

## よしもとテレビ通り
全店にあり、芸人に関連したグッズが売っていた。なお、よしもとテレビ通りは、ほかにヨシモト∞ホール、ルミネtheよしもと、なんばグランド花月にある。

## かつて存在した店舗
- 日立店（茨城県日立市、2006年11月11日-2008年9月29日）

テナントとして入居していたさくらシティ日立の閉店に伴うもの。
- 昭島店（東京都昭島市、2006年3月15日-）

現在はアミュージアム昭島店に業態変更されている。
- ユーカリが丘店（千葉県佐倉市、2007年12月14日-）

アミュージアムユーカリが丘店へ業態変更されたが後に閉店、現在はキラキラAsoboxユーカリプラザ店が営業している。